# Dr. Feelgood (singel Cool James & Black Teacher)
"Dr. Feelgood" – piąty singel szwedzkiej grupy eurodance Cool James & Black Teacher. Singel został wydany w 1994 roku.

## Lista utworów
- CD singel, CD maxi-singel (1994)[1]

1. "Dr. Feelgood" (7" Version) – 3:48
2. "Dr. Feelgood" (Doctor Statikk Mix) – 5:55
3. "Dr. Feelgood" (S.F.C. Remix) – 4:22
4. "Dr. Feelgood" (Bass Nation Razormix) – 5:01
5. "Dr. Feelgood" (Flash Da Style Mix) – 6:23

- Płyta gramofonowa (24 lutego 1994)[2]

A1 "Dr. Feelgood" (Doctor Statikk Mix)
A2 "Dr. Feelgood" (Statikk Feel Mix)
B  "Dr. Feelgood" (Flash Da Style Mix)
- CD singel, CD maxi-singel, cardboard sleeve (1994)[3]

1. "Dr. Feelgood" (Doctor Statikk Mix) – 5:57
2. "Dr. Feelgood" (Statikk Feel Mix) – 4:50
3. "Dr. Feelgood" (Flash Da Style Mix) – 6:23

- Płyta gramofonowa (1994)[4]

A1 "Dr. Feelgood" (Doctor Statikk Mix) – 5:55
A2 "Dr. Feelgood" (Statikk Feel Mix) – 4:48
B1 "Dr. Feelgood" (Flash Da Freestyle Mix) – 6:22
- CD singel (1994)[5]

1. "Dr. Feelgood" – 3:48
2. "Again for Love" – 4:10

- CD singel, CD maxi-singel (1999)[6]

1. "Doctor Feelgood" (Radio Edit) – 3:26
2. "Doctor Feelgood" (Extended) – 5:48
3. "Doctor Feelgood" (Instrumental) – 3:20
4. "Doctor Feelgood" (A Cappella) – 1:33

## Notowania na listach przebojów
| Kraj    | Lista (1994)   | Najwyższa pozycja |
| ------- | -------------- | ----------------- |
| Szwecja | Top 60 Singles | 2                 |